# Salomé (Heródiás lánya)

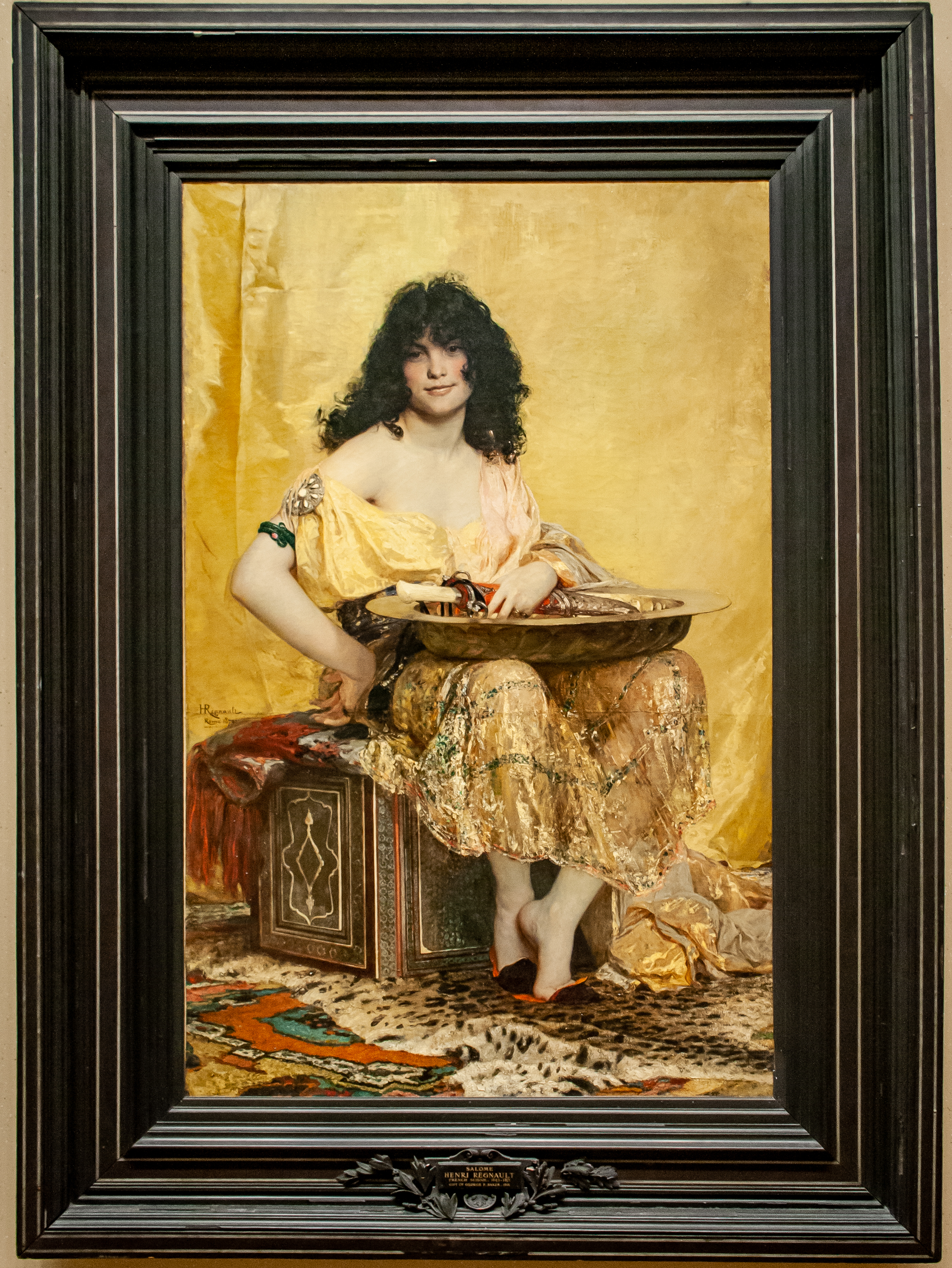
Henri Regnault festménye a New York-i Metropolitanben. Csak a tálcán fekvő tőr utal a későbbi tragédiára

Salomé vagy Salómé (a. m. békességes; ógörögül Σαλώμη / Szalómé; héberül: שלומית / Slúmit, etimológiájában rokon a ’béke’ jelentésű שָׁלוֹם / sálom szóval) II. Heródes zsidó fejedelem és Heródiás lánya, Nagy Heródes király unokája és Heródes Antipász fejedelem mostohalánya, egyúttal újszövetségi alak. Az Újszövetségben név szerint nem, csupán Heródes Antipász mostohalányaként említik, aki túlfűtött táncáért cserébe magának követelte és kapta meg Keresztelő János levágott fejét. Iosephus Flavius történeti műve szerint először nagybátyjához, Heródes Fülöp tetrarchához, majd annak halála után unokatestvéréhez, a khalkiszi Arisztobuloszhoz ment feleségül, így lett Khalkisz és Kis-Örményország királynéja.
Az ismert evangéliumi történet szerint mostohaapja, Heródes Antipász galileai tetrarcha születésnapi ünnepségén táncolt, aki aztán kérésére lefejeztette Keresztelő Jánost. A történet hosszú évszázadokon át ihlető forrásául szolgált képzőművészeti és irodalmi alkotásoknak, zeneműveknek. Az ismertebb festmények között tartják számon Tiziano Vecellio és Gustave Moreau alkotásait, Oscar Wilde azonos című színdarabját és Richard Strauss operafeldolgozását. Alakja filmekben is megjelent, például az 1953-as Salome című filmben, amelynek címszerepét Rita Hayworth alakította.

## Ókori beszámolók és források

### Újtestamentum
Márk evangéliuma szerint Heródiás haragot táplált Keresztelő János iránt, amiért az férje féltestvérével, Heródes Antipásszal kötött házasságát törvénytelennek bélyegezte.  Heródiás lánya a mostohaapja, Heródes Antipász születésnapi ünnepségén ellejtett tánccal bűvöletbe ejtett mindenkit, így mostohaapja felajánlotta, hogy táncáért cserébe bármit kérhet. Anyja befolyására a lány keresztelő János fejét kérte.
Márk evangéliumának megfogalmazásában:

„Végül mégis eljött a kedvező alkalom. Születése napján Heródes lakomát rendezett főembereinek, tisztjeinek és Galilea előkelőinek. Közben Heródiásnak a leánya bement és táncolt nekik, s Heródes és vendégei előtt nagy tetszést aratott. A király így szólt a leányhoz: »Kérj tőlem, amit akarsz, és megadom neked.« Meg is esküdött neki: »Bármit kérsz, megadom, akár országom felét is.« Az kiment és megkérdezte anyját: »Mit kérjek?« »Keresztelő János fejét« – válaszolta. Visszasietett a királyhoz és előadta kérését: »Azt akarom, hogy most mindjárt add nekem egy tálon Keresztelő János fejét!« A király igen szomorú lett, de az esküre és a vendégekre való tekintettel nem akarta elutasítani. Azon nyomban küldte a hóhért, azzal a paranccsal, hogy hozza el János fejét. Az ment, és lefejezte a börtönben, és tálcára téve elhozta a fejét, odaadta a leánynak, a leány pedig átnyújtotta anyjának.”

– Mk 6,21–28

Ugyanez a történet Máté evangéliumában:

„Heródes születése napján történt, hogy Heródiás lánya táncolt a vendégeknek. Annyira megtetszett Heródesnek, hogy esküvel ígérte, bármit kér is, megadja neki. Az – minthogy anyja előre kitanította – így szólt: »Add nekem egy tálon Keresztelő János fejét!« A király elszomorodott, de az esküre és a vendégekre való tekintettel megparancsolta, hogy adják neki oda. Lefejeztette hát Jánost a börtönben. Fejét elhozták egy tálon, odaadták a lánynak, az meg elvitte az anyjának.”

– Mt 14,6–11

Ismertek Márk evangéliumának olyan ógörög változatai, amelyekben „Heródes lánya Heródiás” szerepel „Heródiásnak a leánya” helyett. Ezekre az ókori szövegekre hivatkozva egyes tudósok úgy tartják, anya és lánya ugyanazt a nevet viselte. A latin nyelvű Vulgata azonban a fent idézett szövegváltozatot használja, a nyugati egyházatyák ezért inkább „Heródiás lánya” vagy csak „a lány” megnevezéssel hivatkoztak Saloméra. Miután azonban az Újszövetségben név nélkül szerepel, a kora újkori Európában némileg elterjedt az az elgondolás, hogy az anyát és lányát egyaránt Heródiásnak hívták.
Heródiás lánya nem azonosítható azzal a Salomé nevű tanítvánnyal, aki Márk evangéliumában (Mk 15,40) tanúja Jézus keresztre feszítésének. A Krisztus feltámadásáról szóló apokrif könyv, amelyet Bertalan apostol álnéven írt munkájának tulajdonítanak, ugyanakkor megnevez egy bizonyos „Salomét, a kísértőt” azon nők között, akik az üres sírhoz mentek; ez a motívum esetleg egy olyan korai hagyományt őrzött meg, amely szerint Salomé, Heródiás lánya ott volt a szent sírnál.

### Iosephus Flavius beszámolója és éremleletek
Iosephus Flavius a zsidók történetéről írott munkája, az Antiquitates Iudaicae XVIII. könyvének 5. fejezetében Salomét mint Heródiás első házasságából született lányát említi, aki saját nagybátyjához, apja fivéréhez, Heródes Fülöp trachonitiszi tetrarchához ment feleségül. Miután Heródes Fülöp i. sz. 34-ben bekövetkezett halálával házasságuk gyermekáldás nélkül zárult le, Salomé feltehetően i. sz. 41-ben vagy utána másodunokatestvére, Arisztobulosz felesége lett. Frigyükből három gyermek született: Heródes, Agrippa és Arisztobulosz. I. sz. 55-ben, apja halála után, Arisztobulosz Khalkisz és ezzel Kis-Örményország uralkodója lett, oldalán Salomé királynéval. Férjével együtt i. sz. 56–57 körül vert érméken az akkor már feltehetően negyvenes évei körül járó Salomé portréja is megjelenik.

## Salomé a művészetekben
A hagyományos keresztény értelmezés és a középkori művészet az újszövetségi lakomában, a Heródes Antipász előtt lejtett táncban erotikus és buja színezetet látott („a hét fátyol tánca”), Salomét mint az embereket az üdvösségtől eltérítő buja, csábító nő archetípusát jelenítette meg. E hagyomány más elemei azt az őrülettel határos, hideg közönyt emelik ki, amely végső soron Keresztelő János halálához vezetett. A különböző művészeti ágak újabb kori képviselői ezt a hagyományt éltették tovább, alkotásaikban az erkölcsileg romlott, Keresztelő János haláláért felelős anya és leánya, Heródiás és Salomé párosa jelenik meg.

### Képzőművészet
Az újszövetségi történet már a középkorban megragadta a képzőművészek képzeletvilágát, a 15. századtól olyan festőművészek készítettek figyelemre méltó Salomé-ábrázolásokat, mint Masolino da Panicale, Fra Filippo Lippi, Benozzo Gozzoli, Andrea Solari, id. Lucas Cranach, Bernardino Luini, Tiziano Vecellio, Caravaggio, Guido Reni, Carel Fabritius, majd a 19. századtól Gustave Moreau, Henri Regnault, Lovis Corinth, Georges Rochegrosse és Federico Beltrán Masses. Tiziano 1515 körüli festménye az ártatlan, leányos arc és a brutálisan levágott fej közötti ellentétre helyezi a hangsúlyt. Moreau változatában Salomé a fin de siècle dekadens életérzésében divatos végzet asszonyának jelképe.

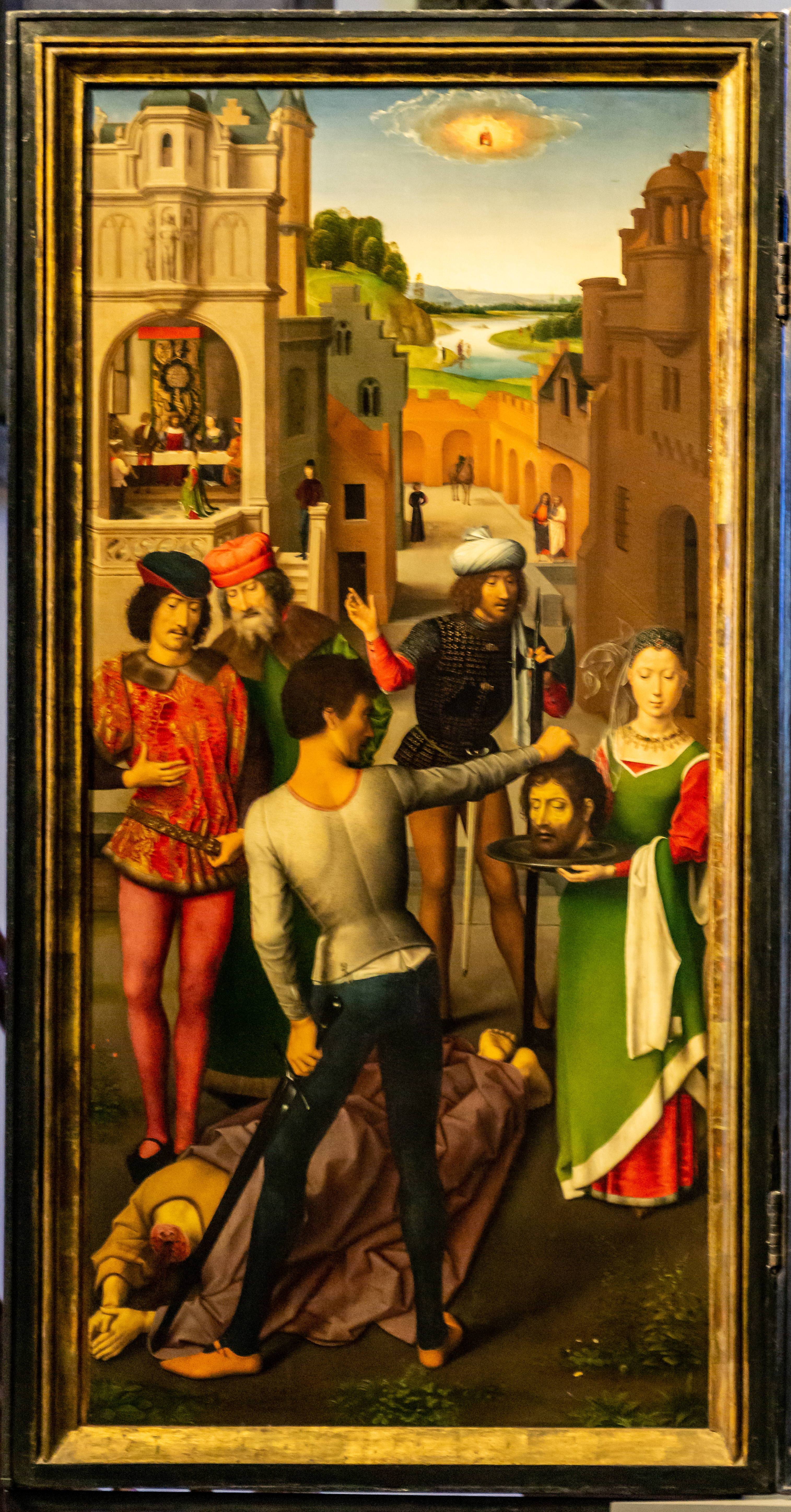
Memling: Szent János-triptichon részlete (1479)
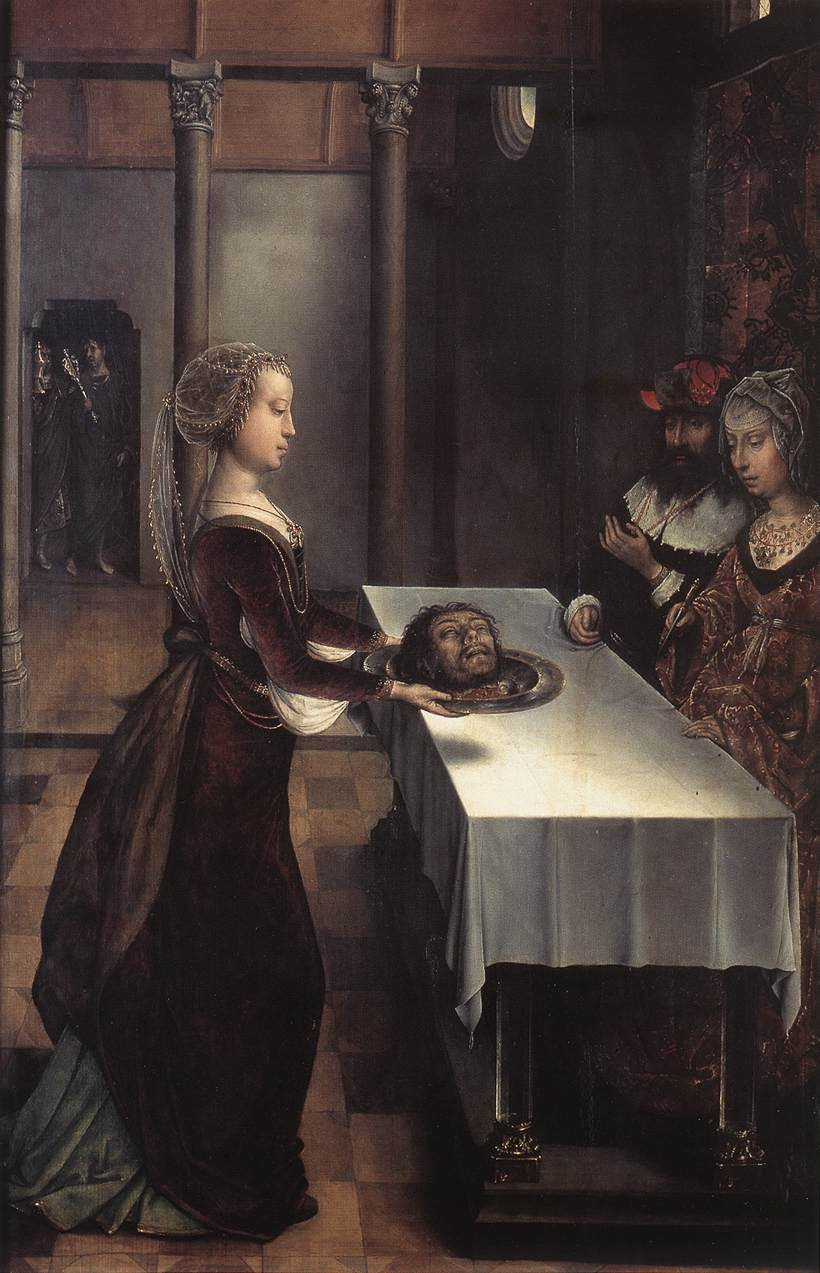
Flandes: Heródiás bosszúja (1496)
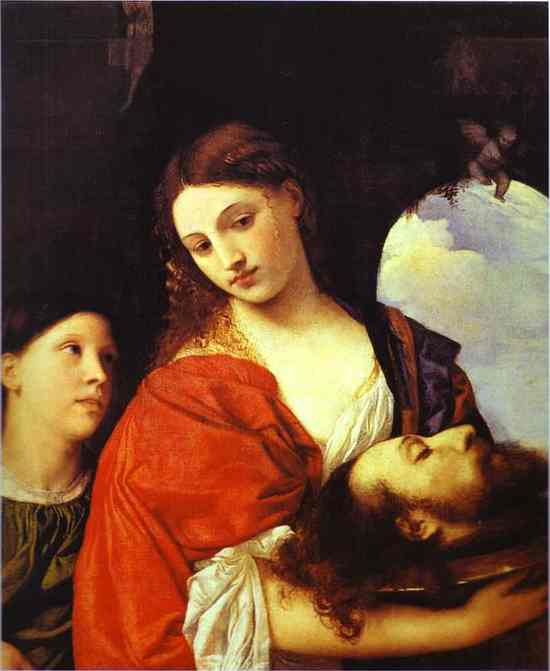
Tiziano: Salomé (1510-es évek)
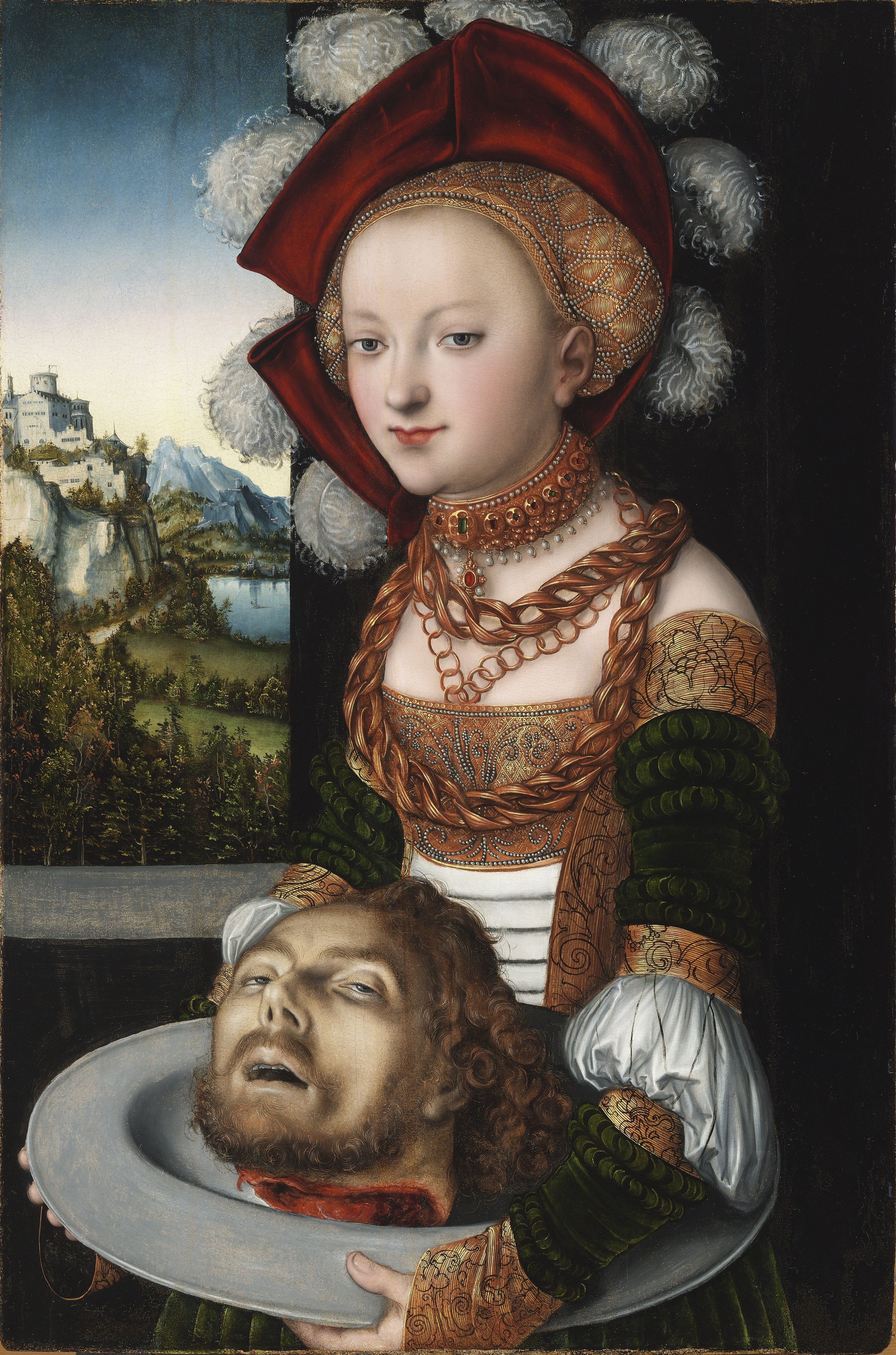
Id. Cranach: Salomé Keresztelő Szent János fejével (1530 körül)
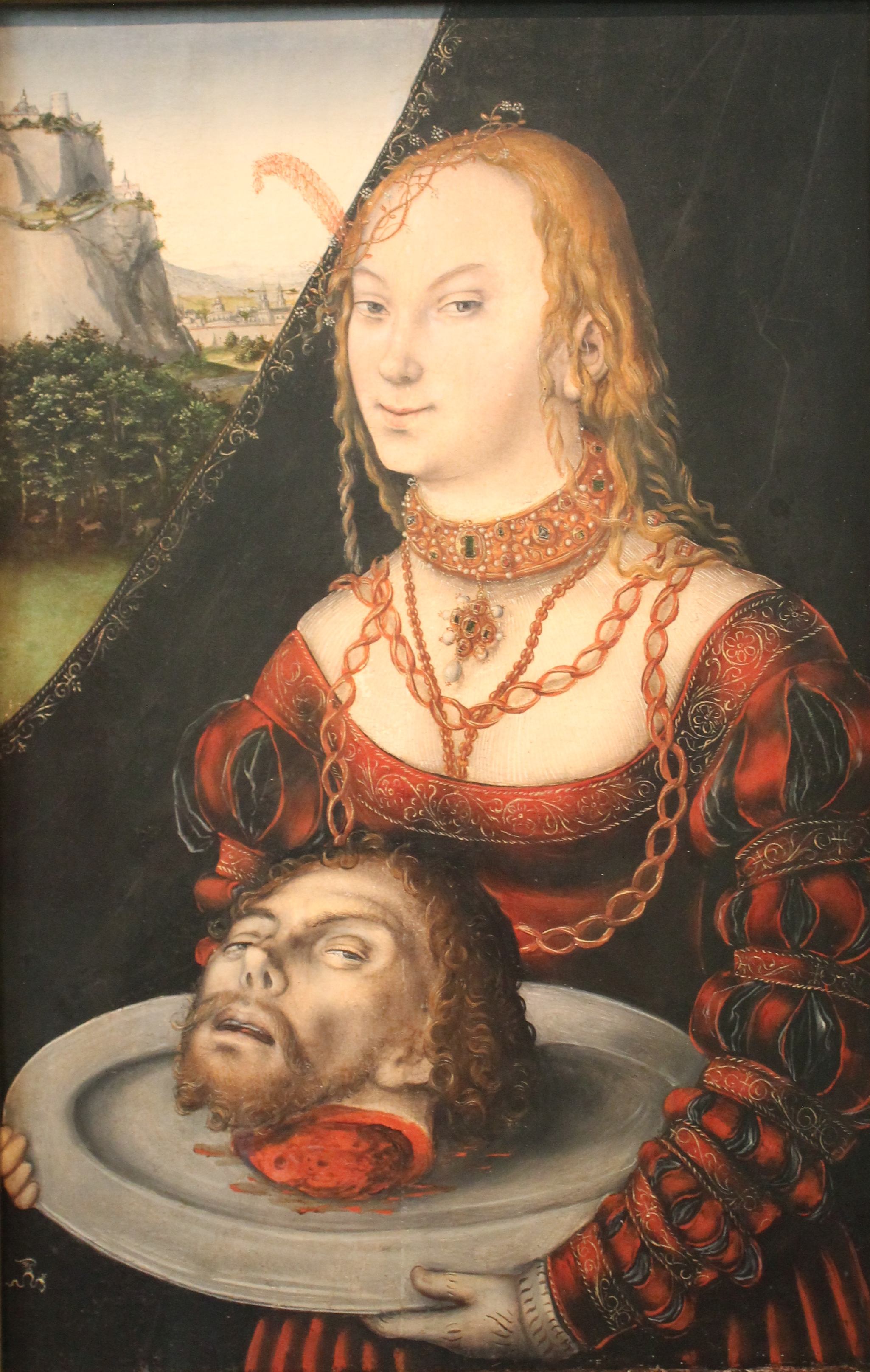
Ifj. Cranach: Salomé Keresztelő Szent János fejével (1540 körül)
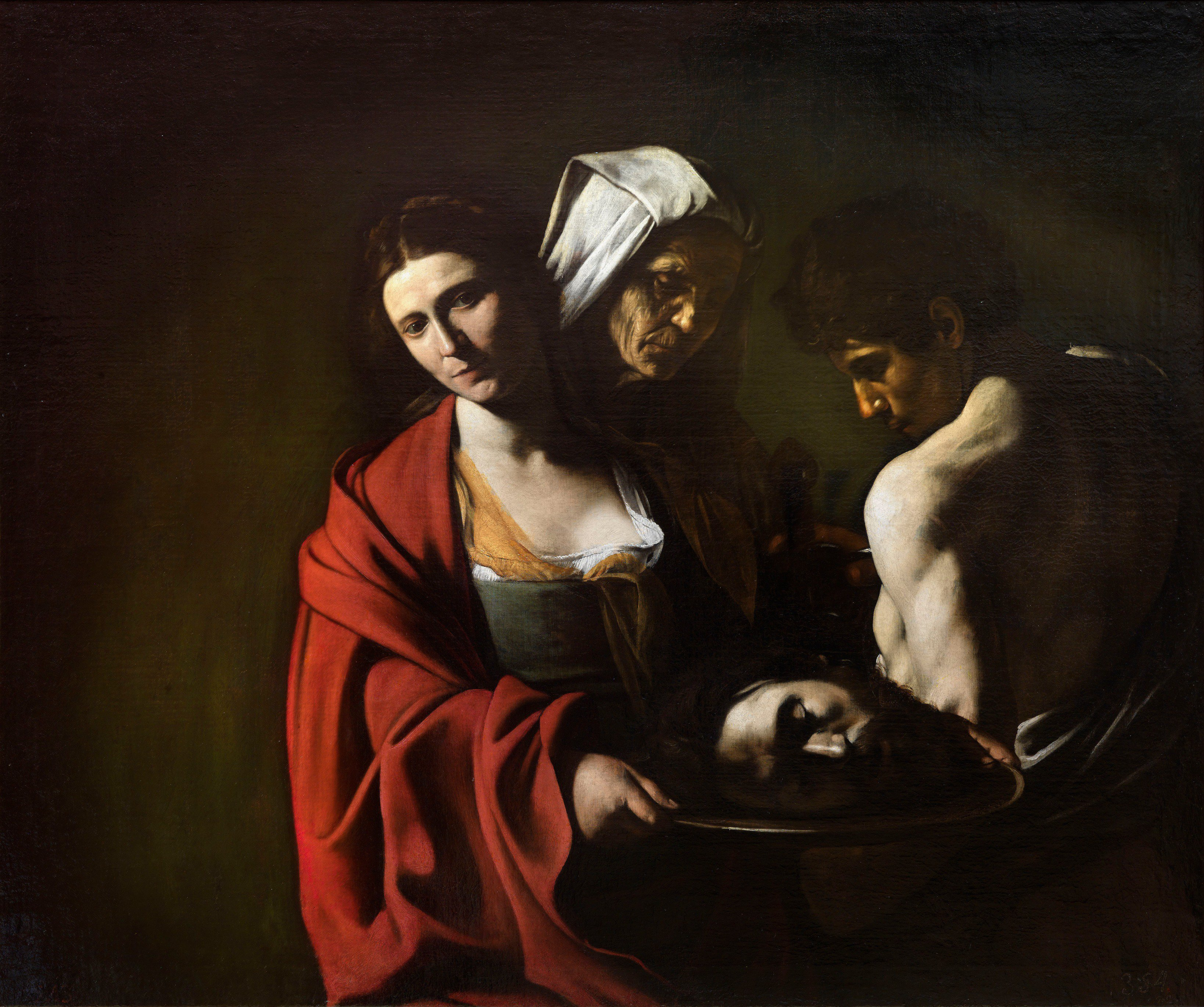
Caravaggio: Salomé Keresztelő Szent János fejével (1609)
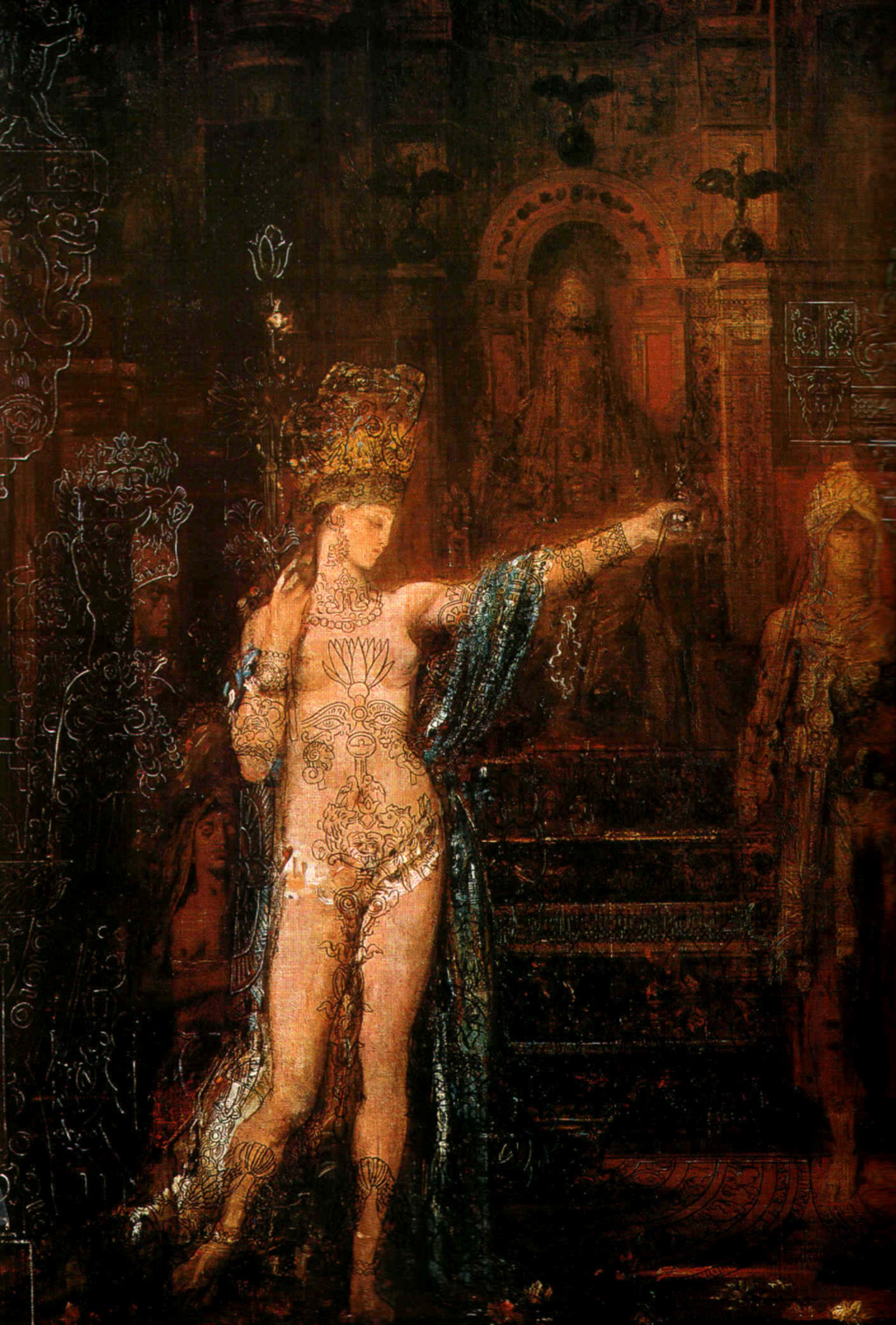
Moreau: Salomé (1876)
Hans Dammann: Salomé (1913 előtt)

### Zene és szépirodalom
- Richard Strauss operája: Salome
- Oscar Wilde színdarabja: Salomé

## Fordítás
- Ez a szócikk részben vagy egészben  a   Salome című angol Wikipédia-szócikk ezen változatának fordításán alapul.  Az eredeti cikk szerkesztőit annak laptörténete sorolja fel. Ez a jelzés csupán a megfogalmazás eredetét és a szerzői jogokat jelzi, nem szolgál a cikkben szereplő információk forrásmegjelöléseként.